# Jeunesse Club d'Abidjan
La Jeunesse Club d'Abidjan és un club de futbol ivorià de la ciutat d'Abidjan. Va ser fundat el 1932.

## Palmarès
- Copa ivoriana de futbol: [3]
  - 1963
- Copa Houphouët-Boigny:[4]
  - 2010